# Alice Hutchison

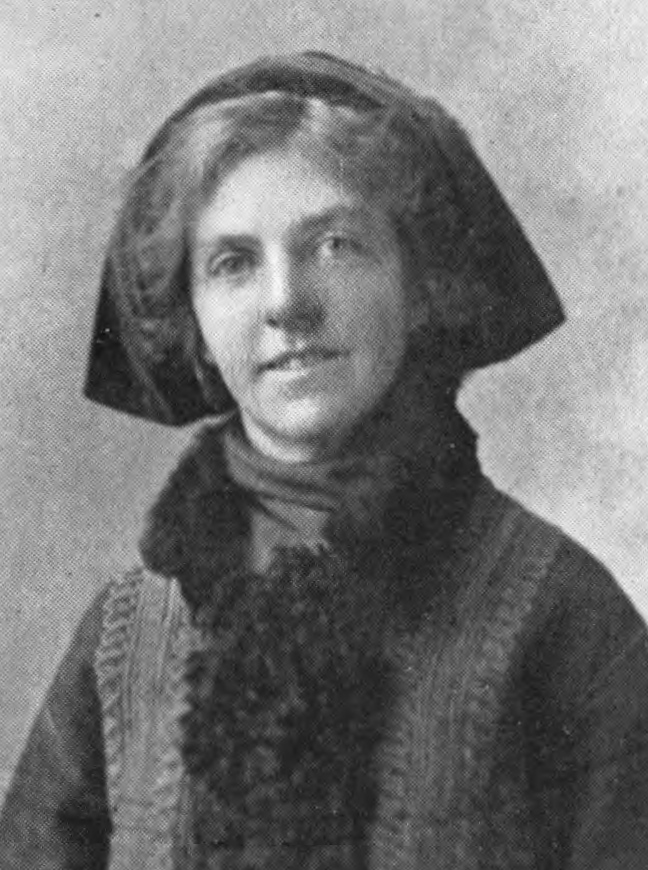
Alice Hutchison, 1915

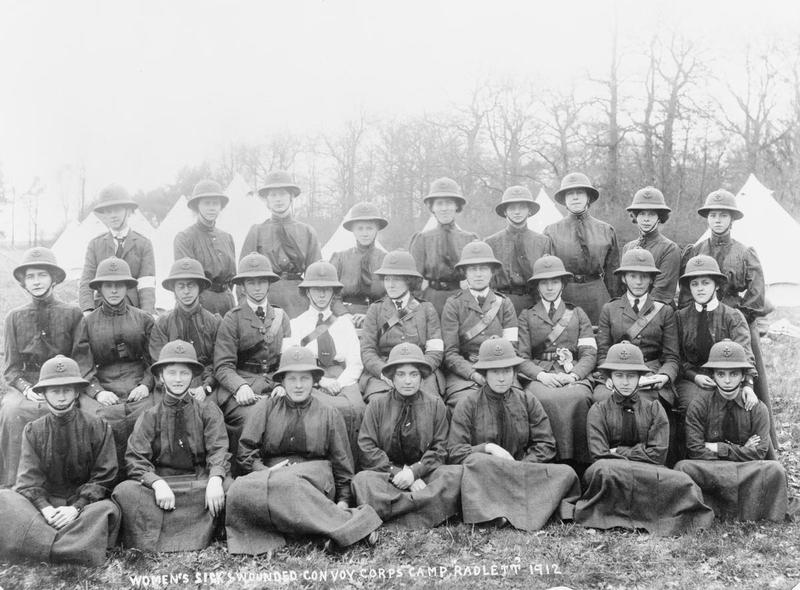
Gruppe des Women’s Sick and Wounded Convoy Corps in Radlett vor dem Einsatz in Bulgarien, 1912

Alice Marion Hutchison (* 12. August 1874 in Dalhousie, Britisch-Indien; † 1953 in London) war eine britische Ärztin, die in den Balkankriegen und im Ersten Weltkrieg diente. Sie war eine der ersten Frauen, die ein Kriegslazarett leitete, und wurde für ihre Verdienste mit dem serbischen St.-Sava-Orden ausgezeichnet.

## Leben
Hutchison wurde in Indien geboren. Ihr Vater, John Hutchison, war ein Missionar, der in Indien für die Church of Scotland arbeitete; ihre Mutter war Margaret Andrew. Sie wurde in Miss Thompson’s Adventure School for Girls im Beechwood House in Moffat und in Bridge of Allan erzogen.
Nach ihrem Abschluss an der Universität Edinburgh im Jahr 1903 wurde Hutchinson Ärztin und erwarb zwei Jahre später den Doktortitel in Medizin. Danach war sie leitende Ärztin der John Street Dispensary in Edinburgh, einem Krankenhaus, das kostenlose medizinische Versorgung bot. In Indien diente sie während der Choleraepidemie 1911.
Hutchison war eine der drei Ärztinnen, die im Rahmen des Women’s Sick and Wounded Convoy Corps 1912 während der Balkankriege nach Bulgarien reisten. Das Korps, das von Mabel St Clair Stobart gegründet wurde, bestand mit Ausnahme von drei Männern fast ausschließlich aus Frauen. Die Einheit verbrachte fünf Wochen im Land und behandelte die Verwundeten und Kranken des Krieges. Sie verließen das Land nach der Unterzeichnung des Waffenstillstands.
Bei Ausbruch des Ersten Weltkriegs meldete sie sich freiwillig für den von Elsie Inglis gegründeten Scottish Women's Hospitals for Foreign Service (SWH). Sie war die erste Ärztin der SWH, die nach Frankreich geschickt wurde, und wurde zunächst in Boulogne-sur-Mer eingesetzt. Während noch nach einem Gebäude für ein Krankenhaus gesucht wurde, brach unter belgischen Flüchtlingen in Calais eine Typhusepidemie aus. Zusammen mit einem anderen Arzt und zehn Krankenschwestern behandelte sie die Patienten. Sie zeichnete sich dadurch aus, dass in ihrem Krankenhaus die Zahl der Todesfälle durch Typhus am geringsten war.
Im Mai 1915 wurden Hutchison und ihre Einheit, die London-Wales Unit, nach Serbien entsandt. Auf dem Weg dorthin machten sie in dem von den Briten kontrollierten Malta Halt. Sie wurden vom britischen Militär festgehalten und erhielten den Befehl, die Verwundeten dort zu behandeln. Dies war das einzige Mal während des Krieges, dass die SWH offiziell britische Verwundete behandelte.
Nach einem zweiwöchigen Aufenthalt auf Malta kamen sie in Serbien an und richteten unter Hutchisons Leitung in Valjevo ein Krankenhaus mit 40 Zelten ein. Im Oktober drangen deutsche und österreichisch-ungarische Truppen während des Serbienfeldzugs der Mittelmächte in Serbien ein und drängte die Serbische Armee zurück. Nach dem Eintritt Bulgariens in den Krieg beschloss das serbische Militär, sich über Albanien zurückzuziehen. Hutchison beschloss, der serbischen Armee nicht zu folgen, und blieb bei ihren Patienten. Am 15. November 1915 wurde sie zusammen mit rund 30 weiteren Angehörigen des SWH von österreichisch-ungarischen Truppen gefangen genommen. Zusammen mit Mitgliedern ihrer Einheit wurde sie drei Monate lang in Ungarn interniert, wo sie Caroline Matthews traf, die gefangen genommen worden war, nachdem sie ebenfalls bei Patienten in Uzsitsi geblieben war, und die wegen „Spionage“ angeklagt wurde. Hutchison setzte sich unter Berufung auf die Genfer Konvention erfolgreich für die Freilassung aller ein. Im Februar 1916 wurden sie über die Grenze in die Schweiz geschickt und kamen am 12. Februar wieder in England an. Nach ihrer Rückkehr aus Serbien wurde sie mit dem St.-Sava-Orden für den Einsatz für verwundete serbische Soldaten ausgezeichnet. Die Zeitung The Scotsman veröffentlichte im Februar 1916 ein ausführliches Interview mit Hutchison, in dem sie ihre Erlebnisse schilderte, darunter auch ihre Gefangenschaft durch die Österreicher. Sie berichtete, dass sich die Gefangenen Tableau vivants ausgedacht und sich zum Beispiel als Kaiser Wilhelm und Kaiser Franz Joseph verkleidet hatten.
Nach dem Ende des Ersten Weltkriegs zog Hutchison nach London, England, wo sie in mehreren Krankenhäusern arbeitete. Sie starb 1953 im Alter von 79 Jahren.